# Червеняни
Червеняни (словац. Červeňany) — село, громада округу Вельки Кртіш, Банськобистрицький край, центральна Словаччина, регіон Новоград. Кадастрова площа громади — 6,75 км².
Населення 47 осіб (станом на 31 грудня 2017 року).

## Історія
Вперше згадується в 1345 році.

## Населення
| Рік:            | 1994. | 2004.    | 2014. | 2024.   |
| --------------- | ----- | -------- | ----- | ------- |
| Кількість осіб: | 28    | 40       | 44    | 41      |
| Різниця:        |       | +42,85 % | +10 % | -6,81 % |

| Рік:            | 2023. | 2024.    |
| --------------- | ----- | -------- |
| Кількість осіб: | 36    | 41       |
| Різниця:        |       | +13,88 % |